# Versailles, Ohio
Versailles là một làng thuộc quận Darke, tiểu bang Ohio, Hoa Kỳ. Năm 2010, dân số của làng này là 2687 người.

## Dân số
- Dân số năm 2000: 2589 người.
- Dân số năm 2010: 2687 người.